# Jotus debilis
Jotus debilis är en spindelart som beskrevs av Koch L. 1881. Jotus debilis ingår i släktet Jotus och familjen hoppspindlar. Inga underarter finns listade i Catalogue of Life.